# Определение (логика)
Определе́ние, дефини́ция (лат. definitio «предел, граница») — предложение, описывающее смысл слова или фразы; логическая операция, раскрывающая (приписывающая) сущность имени посредством выделения принадлежности к определённому понятию (родовому понятию, генусу, классу) и указания отличительной особенности имени в том классе, в котором оно определено (видовое отличие). Таким образом, определение состоит из родового понятия и видового отличия, или определителя (дифферента).
Согласно В. А. Бочарову и В. И. Маркину, определение — это логическая процедура, состоящая в придании строго фиксированного смысла языковым выражениям (терминам языка).
Дефидент (Dfd) — термин, над которым проводится дефиниция.

## Виды определений

### Интенсиональные определения
Интенсиональные определения, также называемые коннотативными, определяют необходимые и достаточные условия для того, чтобы выделить нужную вещь из определённого множества вещей.
Интенсиональное определение должно содержать:
- описание свойств, характеристик объекта, выделяющих определяемое в сравнении с другими объектами из того же множества;
- пояснения смысла термина указанием правил выделения из множества;
- указание ближайшего понятия и отличительных признаков по сравнению с другими определениями других понятий.

К интенсиональному виду определений относятся собирательное и представительное определения.

### Экстенсиональные определения
Экстенсиональные определения сводятся к явному перечислению всех объектов, которые подпадают под данное определение. Например, определение «мировая война» может быть задано перечислением всех войн, которые определены историками как «мировые».
Экстенсиональные определения могут быть прямыми (когда все объекты указаны явно) или косвенными. Прямое экстенсиональное определение иногда называют перечислительным определением. Перечислительные определения возможны только для конечных множеств и удобны только для сравнительно небольших множеств.

#### Демонстративные определения
Демонстративные определения отчасти похожи на экстенсиональные. Они задаются одним или несколькими примерами, а прочие члены множества, подпадающие под определение, задаются терминами типа «подобен», «похож на» и т. п. Подобные определения не могут использоваться в точных науках (математике, физике), но широко используются в практической жизни. Например, в юридической практике используется понятие сходство до степени смешения, означающее, что два объекта, символа или знака похожи настолько, что потребитель может их перепутать или даже не может отличить.

### Реальные и номинальные определения
Общее представление об определении строится на том, что оно понимается как суждение, выражающее суть бытия вещи. Согласно Аристотелю, существенные свойства объекта составляют его «сущность» (τò τí ėστι), и, соответственно, входят в содержание его определения.
Представление о том, что определение должно выражать суть вещи, впоследствии приводит к разделению на номинальную и реальную сущность. Во Второй Аналитике в этой связи Аристотель приводит аргумент, демонстрирующий, что определение может объяснять либо существование вещи, либо её сущность: значение имени вещи (Аристотель приводит пример — «козлоолень») может быть доступно нашему пониманию и без знания «сущности» этой вещи, которую этот термин обозначал, если бы такая вещь существовала. Этим объясняется введённое средневековыми схоластами разделение между так называемой quid nominis или «чтойностью имени», и лежащей в основе всего сущего природой, quid rei или «чтойностью вещей» (ранние нововременные философы такие, как Локк, использовали соответствующие английские обозначения «номинальная сущность» или «реальная сущность»). Слово «хоббит» является довольно показательным примером в этом отношении. Оно обладает quid nominis, однако никому неизвестна реальная природа хоббитов, их quid rei. В противовес, наименование «человек» обозначает реальный объект (человека) и имеет определённую quid rei. Таким образом, значение имени отлично от реальной сущности вещи, которой последняя должна обладать, чтобы соответствовать своему наименованию.
Это различение приводит к соответствующему разделению на номинальные и реальные определения. Номинальное определение является определением, объясняющим значение наименования, то есть таким, которое утверждает, что есть «номинальная сущность». Реальное определение, в противоположность, выражает реальную природу вещи — что она (эта вещь) есть.
В логике номинальное определение — это определение, посредством которого формулируется значение некоторого знакового выражения (Dfd) («Термином „пятиугольник“ мы будем обозначать многоугольники с пятью сторонами»). Реальное определение — это определение, с помощью которого объект (Dfd) (реальный или абстрактный) выделяется из других, смежных с ним объектов, по некоторому отличительному признаку («Пятиугольник — это многоугольник с пятью сторонами»). Номинальные и реальные определения взаимопереводимы; при этом, содержательная информация в каждом определении не меняется, то есть не изменяются существенные признаки, через которые определяется понятие.

### Явные определения
Определения, в которых определяемое эквивалентно по дефиниции определяющему ({\displaystyle Dfd\equiv Dfn}). Родовой признак указывает на тот круг предметов, из числа которых надо выделить определяемый предмет «прибор», (напр. «барометр — это прибор для измерения атмосферного давления»).

### Предикативные и непредикативные определения
Непредикативное определение — это всякое определение, которое содержит связанную переменную, и в ее область изменения попадает определяемый объект. Проще говоря, во множестве, образующем родовое понятие дефидента, существует оно само, причем по видовым отличиям оно не исключается: то есть определяемый объект участвует в своем собственном определении. Определение, не являющееся непредикативным (любое другое), называется предикативным.
Непредикативные определения широко используются в математике, несмотря на их логический изъян (порочный круг), в том числе и потому, что математику, основанную только на предикативных определениях, построить не удалось. Тем не менее, используя такие определения, нужно проводить дополнительные исследования, ведь такое определение не гарантирует существование определяемого объекта, в отличие от предикативного.
Широко известный пример непредикативного определения — определение сложения в аксиоматике Пеано (существование которого необходимо доказывать).

### Генетическое определение
Определение предмета путём указания на способ, которым образуется только данный предмет и никакой другой. Пример: «кислоты — это вещества, образующиеся из кислотных остатков и атомов водорода».

### Неявные определения
На место дефиниции подставляется контекст или набор аксиом.

### Аксиоматическое определение
Является фундаментальным, строится из суждений (логических выражений) как (конъюнктивная) совокупность утверждений, содержащих определяемое и определяющие понятия в этих утверждениях.

### Индуктивное (рекурсивное) определение
Дефидент используется в выражении понятия, которое ему приписывается в качестве его смысла (см.: «натуральное число»).

### Контекстуальное определение
Позволяет понять незнакомое слово через контекст (уравнение).

### Остенсивное «определение»
Определение предмета путём указания на него, или демонстрации самого предмета. Однако стоит заметить, что остенсивные «определения» определениями вовсе и не являются, поскольку совершаются на дологическом уровне.

## Правила дефиниции
1. Соразмерность дефидента (Dfd) и дефиниции (Dfn).
  - Примеры ошибок:
    - Широкое определение (Dfd < Dfn): «Лошадь — млекопитающее и позвоночное животное».
    - Узкое определение (Dfd > Dfn): «Совесть — это осознание человеком ответственности перед самим собой за совершённые поступки».
    - В одном отношении широкое, а в другом — узкое, когда Dfn в одном отношении шире Dfd (Dfd < Dfn), а в другом — уже (Dfd > Dfn): «Бочка — это сосуд для хранения жидкостей».
2. Определение не должно содержать круга — когда дефиниция определяется через дефидент, а дефидент был определён через дефиницию. Пример ошибки: «Халатность заключается в том, что человек халатно относится к своим обязанностям» (см.: Тавтология). В отдельных случаях такие определения всё же допускаются (см. «непредикативные определения»[7]).
3. Чёткость и ясность — определения не должны быть двусмысленными, не допускаются метафоры и сравнения. Пример ошибки: «Лев — царь зверей».
4. Родовой признак должен указывать на ближайшее широкое понятие, не перескакивая через него.
5. Видовым отличием должен быть признак или группа признаков, присущих лишь данному понятию и отсутствующих у других понятий этого рода.
6. По возможности определение не должно быть негативным и вообще предвзятым. Из отрицания признаков предмета не следует, чем он является.

Следует отличать определение от других действий, не раскрывающих полностью суть понятия:
- описание — перечисление отличительных внешних признаков, способствующих выделению среди остальных
- характеристика — перечисление самых важных признаков
- сравнение — фиксирование факта совпадения или несовпадения признаков между объектами
- демонстрация — ознакомление с понятием выяснением его рода или класса